# Exposición estival de la Royal Academy

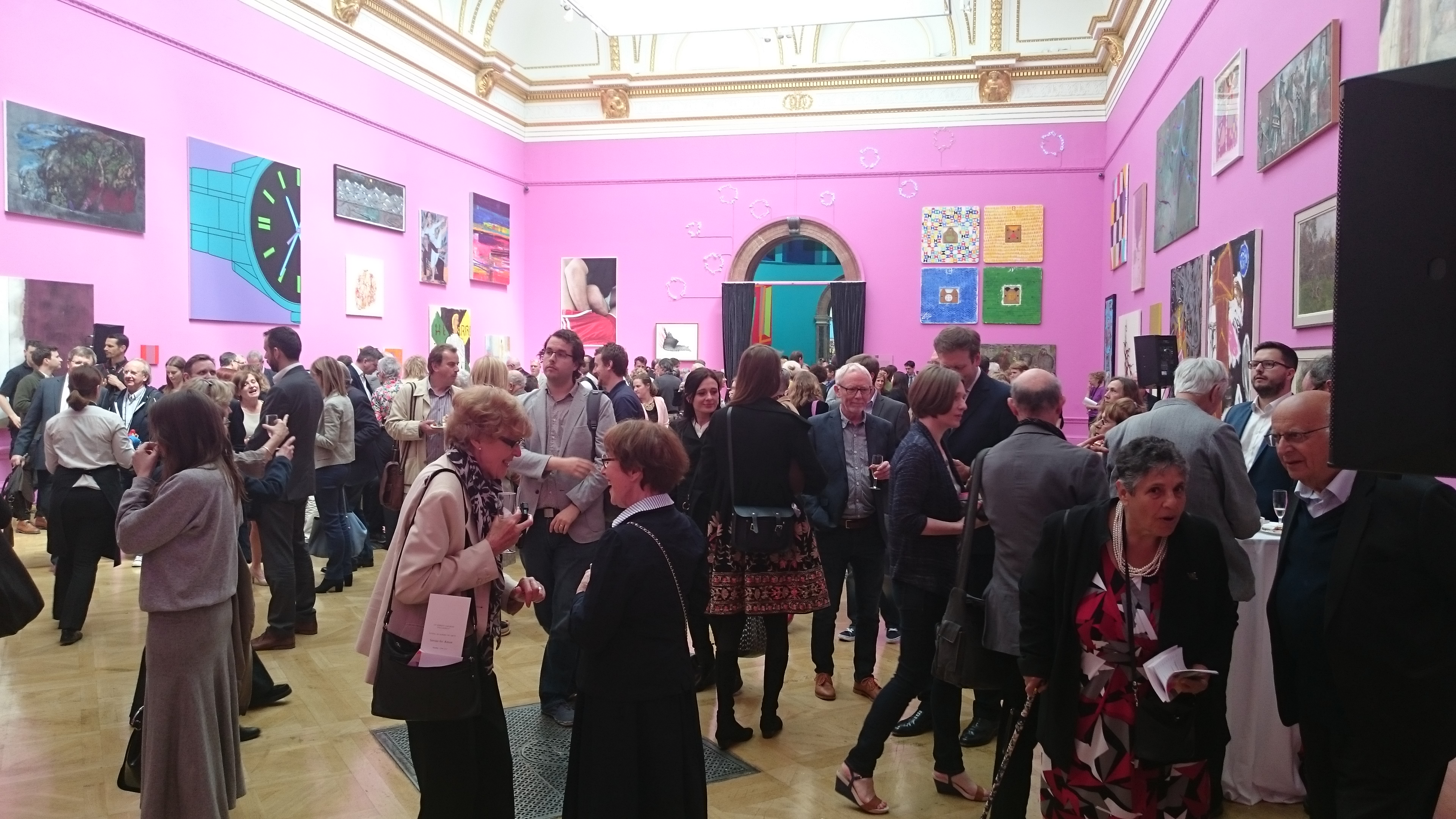
Exposición estival de la Royal Academy en 2015.

La exposición estival de la Royal Academy (en inglés : Royal Academy Summer Exhibition) es una exposición de arte organizada cada verano por la Royal Academy en la Burlington House, en Londres, en junio, julio, agosto.

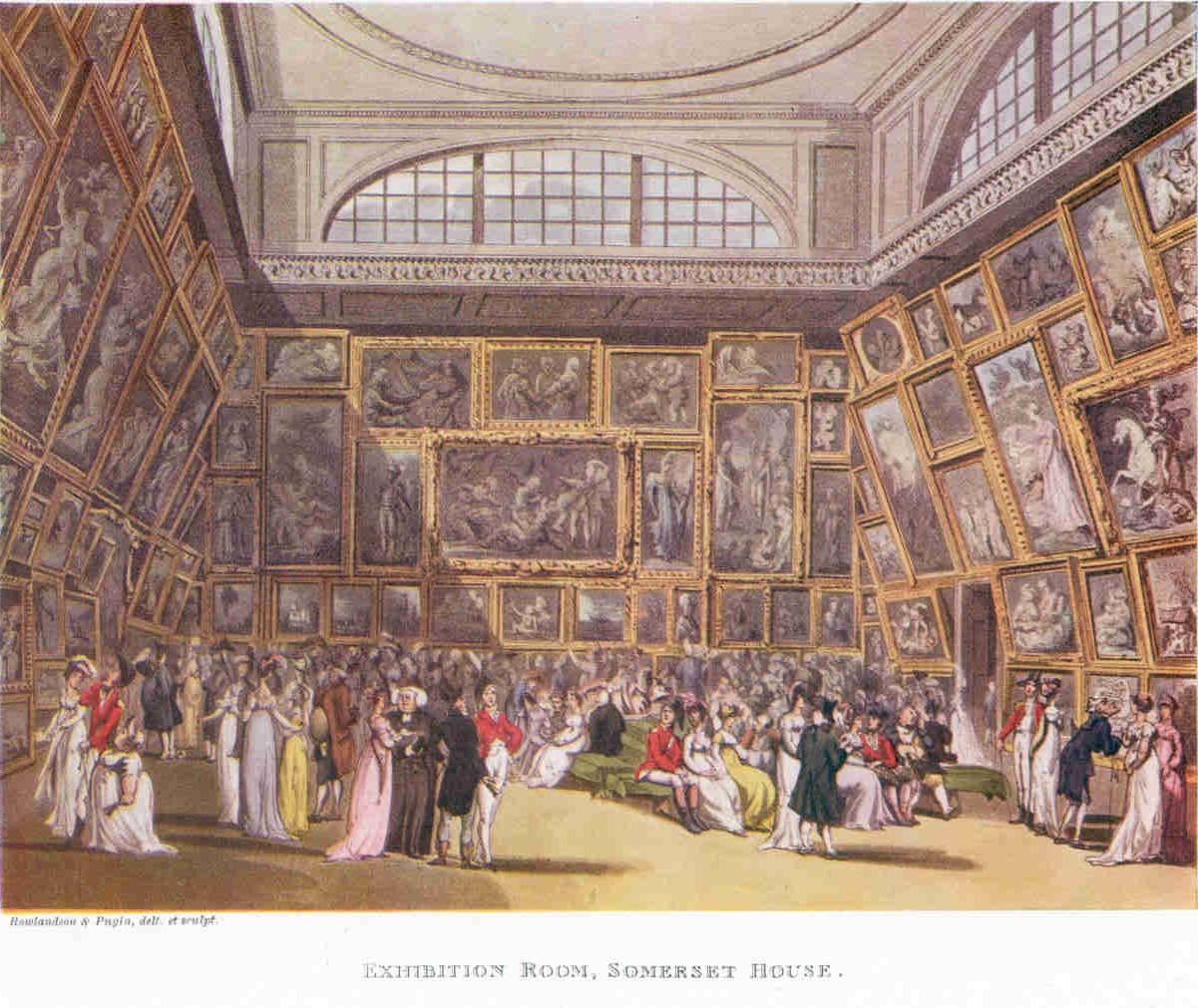
Thomas Rowlandson y Augustus Pugin, The Exhibition Room at Somerset House, 1808.

- Datos: Q7373579
- Multimedia: Royal Academy summer exhibition / Q7373579